# Свинець самородний
Свинець самородний (англ. native lead; нім. gediegenes Blei) — свинець координаційної будови — Pb. Домішки: S, Au, Ag, Ir. Сингонія кубічна. Форми виділення: октаедричні та додекаедричні, рідко — кубічні кристали, а також дрібні округлі зерна, лусочки, кульки, тонкі пластинки, ниткоподібні утворення. Густина 11,4-13,3. Твердість 1,5. Колір свинцево-сірий з синюватим відтінком. Риса сіра. Блиск на свіжому зрізі металічний, швидко тьмяніє. Непрозорий. Ковкий. Ізотропний. Зустрічається в корінних родовищах і в розсипах. Утворюється також при радіоактивному розпаді. Рідкісний.
Знахідки: Шварцвальд і Фіхтель (ФРН), саксонські і чеські Рудні гори, Пайсберґ, Якобсберґ, Лонґбан (Швеція), штати Нью-Джерсі і Айдахо (США), Ілімаусак (Ґренландія), Трансильванія (Румунія), Алтай (РФ).